# Mausi im Kindergarten
Mausi im Kindergarten (englischer Originaltitel Maisy Goes to Playschool) ist eines der ersten Bücher aus der Maisy-Bilderbuchreihe der englischen Kinderbuchautorin und Illustratorin Lucy Cousins aus dem Jahr 1992. Die deutsche Erstausgabe erschien 1993 beim Verlag Sauerländer.

## Inhalt
Das Buch handelt von Mausis erstem Tag im Kindergarten: Sie malt Bilder, spielt in einem Spielhäuschen, schreibt eine Geschichte, verkleidet sich als Pirat, rechnet mit einem Abakus, tanzt wie eine Ballerina, füttert die Fische im Aquarium und zieht sich schließlich an, um nach Hause zu gehen.

## Rezeption
Miriam Smidt schreibt im Kinderliteratur-Magazin Rossipotti über die Autorin: „Cousins Bilder sind knallbunt, zweidimensional und  fröhlich, ihre Figuren freundlich und  verschmitzt. Die Gestaltung der Bilder besteht zumeist aus einem einfarbig flächig gestalteten Hintergrund, von dem sich die bunten Mausi-Geschichten abheben. Wenige Details und klare, einfache Linien gestalten die Bilder übersichtlich und plakativ.“ Helen Jones schreibt in ihrer Rezension über Mausi im Kindergarten: „Dieses Buch handelt von Mausis erstem Tag im Kindergarten. Sie malt Bilder, tollt im Spielzimmer umher, verkleidet sich, tanzt und füttert die Fische; dann geht sie wieder nach Hause. All das sind Handlungen, die kleine Kinder kennen, die ein Gefühl von Sicherheit vermitteln.“
Lucy Cousins Mausi-Bücher, die es in den unterschiedlichsten Formaten (aus Stoff, mit Klappen und verschiedenen Oberflächenstrukturen) gibt, wurden in zahlreiche Sprachen übersetzt und weltweit über 12 Millionen Mal verkauft (Stand 2010).

## Auszeichnungen
Der United States Postal Service widmete im Jahr 2006 der Figur Mausi eine Briefmarke in seiner Briefmarkenserie über beliebte Kinderbuch-Tiere.

## Referenzen
Das Bilderbuch Mausi im Kindergarten ist in dem literarischen Nachschlagewerk 1001 Kinder- und Jugendbücher – Lies uns, bevor Du erwachsen bist! für die Altersstufe 0–3 Jahre enthalten.

## Ausgaben
- Maisy Goes to Playschool. Walker Books, UK 1992 (englisch).
- Mausi im Kindergarten. Verlag Sauerländer, 1993. (deutsche Erstausgabe)

## Verfilmung
Die Abenteuer von Mausi und ihren Freunden wurden unter dem Titel Maisy als Fernsehserie in zwei Staffeln von 1999 bis 2008 verfilmt.